# Jerzy Stuchs
Jerzy Stuchs (zm. 1517) – drukarz norymberski, działał również w Krakowie. W drukarni pomagali mu dwaj synowie oraz wyszkolony personel. Dzięki temu mógł wiele podróżować i jednocześnie prowadzić działalność wydawniczą, a dzieła bez miejsca druku pochodzą prawdopodobnie z tych podróży.
Na zlecenie Jana Hallera i za przywilejem Fryderyka Jagiellończyka wytłoczył mszał krakowski w dwóch wydaniach: jeden in folio, drugi in quarto. W egzemplarzu Missale in quarto znajdują się dwa rodzaje drzeworytów kanonowych: jeden mały na prymitywnym rysunku odbitym na papierze, drugi większy na pergaminie, reprezentujący wysoki poziom artystyczny.